# Caballada de Atienza (hermandad)
La Caballada de Atienza es el nombre coloquial de una Hermandad, originalmente de arrieros medievales de la Villa castellana de Atienza (Guadalajara), cuyo nombre oficial es Cofradía de la Santísima Trinidad, aunque por Caballada también se conoce 
la fiesta más popular que protagoniza esta entidad.
Es una de las cofradías españolas más antiguas y documentada, pues conserva sus ordenanzas medievales, pergaminos de la Baja Edad Media y libros de actas desde 1679, es titular de la ermita de la Estrella y de un museo. 
La Junta de Castilla-La Mancha la declaró Bien Patrimonio Cultural Inmaterial de la Comunidad, y posteriormente se incluyó en Paisaje Dulce y Salado de Sigüenza y Atienzacandidatura española a Patrimonio Natural Mundial por la UNESCO. En 2023 recibe la medalla de oro de la Federación de Folclore de Castilla-La Mancha.
Entre las fiestas que celebra la cofradía, la Caballada, la que le da nombre, fue declarada de interés turístico nacionaly se celebra cada domingo de Pentecostés. Se trata de una de las celebraciones más antiguas de España, que ya fue argumento del discurso de ingreso de Juan Catalina García López a la Real Academia de Historia en 1894 y Pérez Galdós la mencionó en Narváez (capítulos II-VIII)

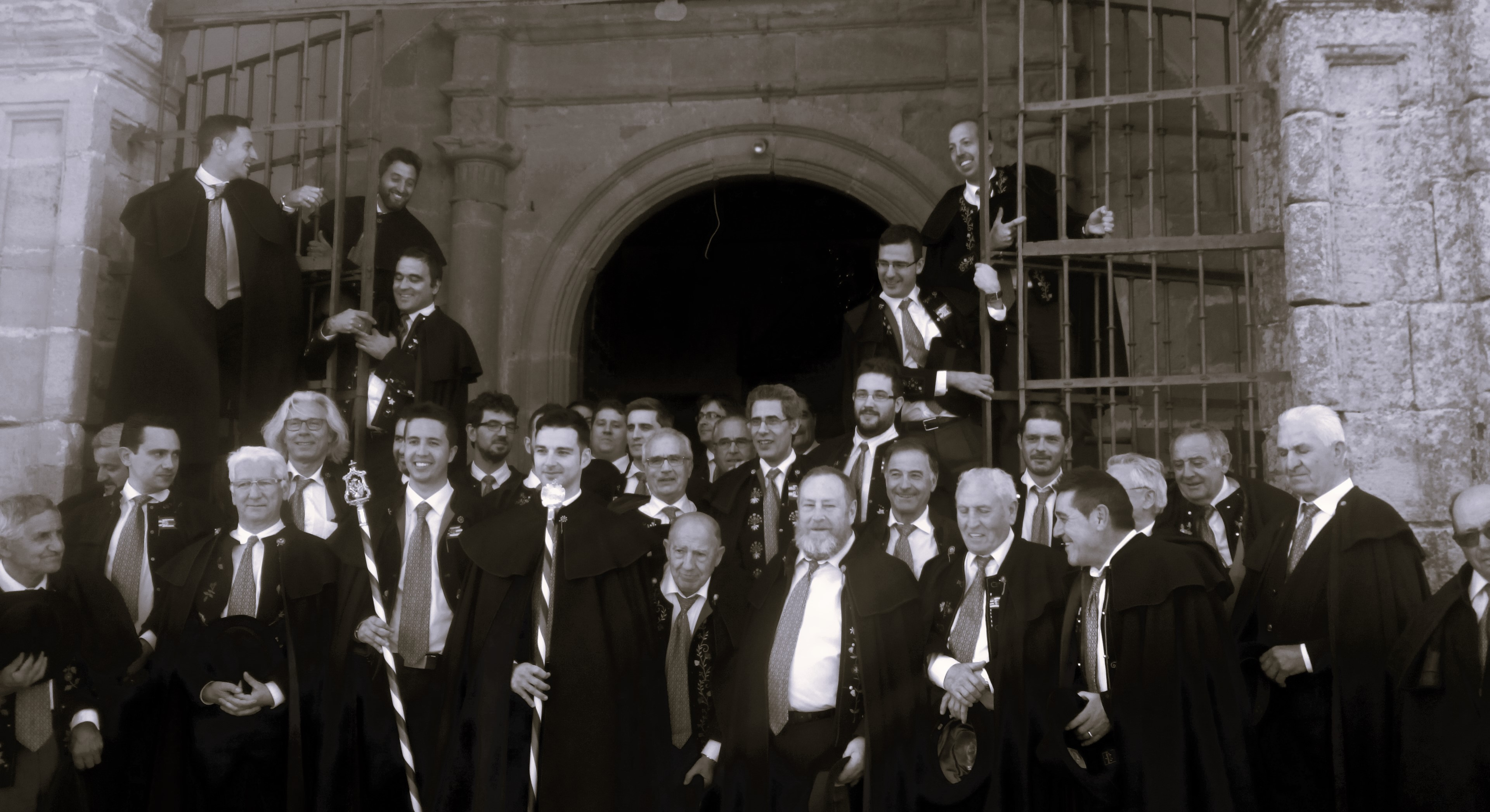
Los hermanos de la Cofradía después el cambio de insignias, posan según una foto 1944

La Cofradía de la Santísima Trinidad es una de las antiguas cofradías españolas más documentadas pues conserva sus Ordenanzas de finales del siglo XII, más diecinueve pergaminos datados entre 1255 y 1397 y Libros de Acuerdos y Cuentas desde 1679 hasta la actualidad.

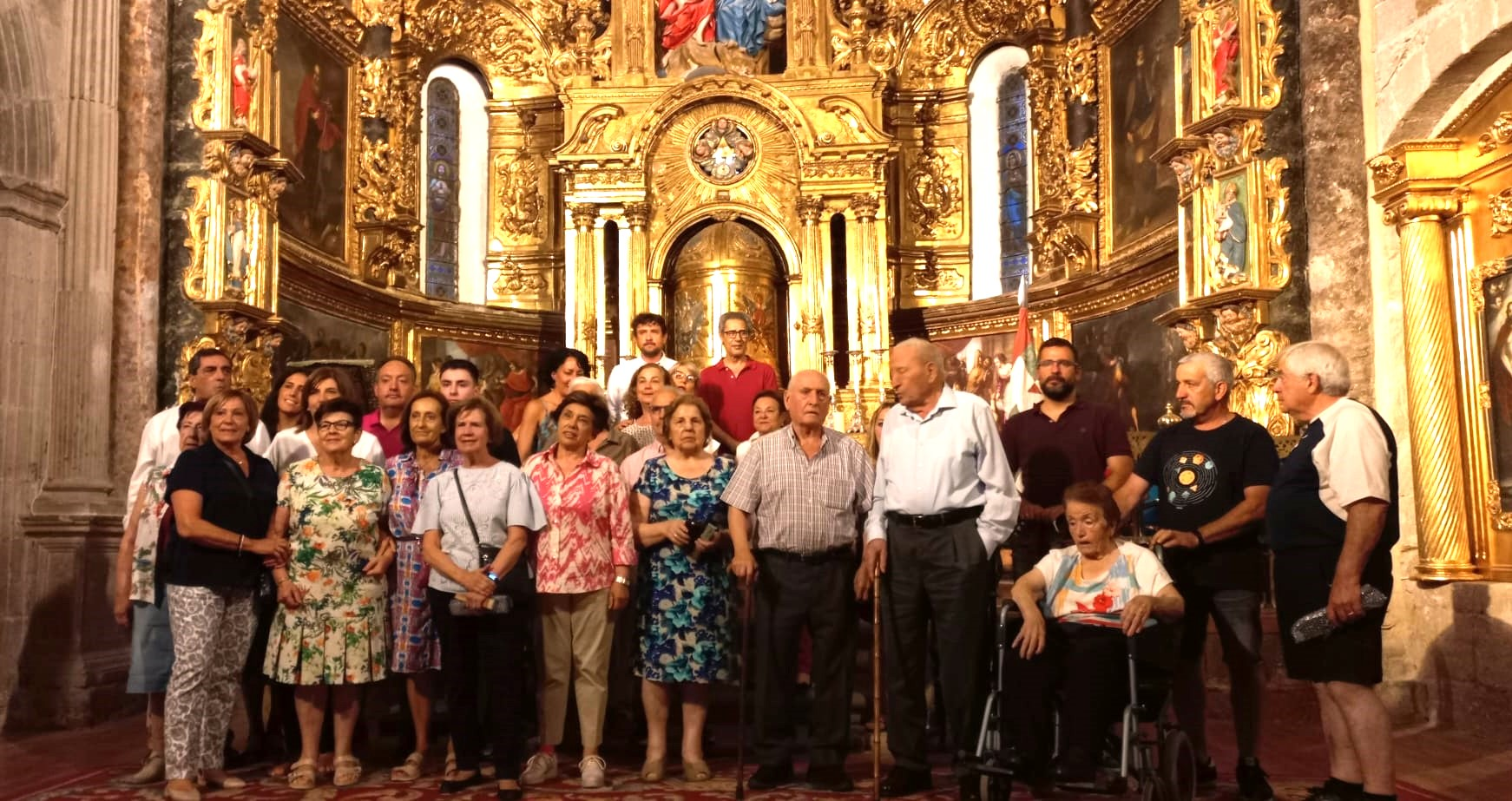
Algunos hermanos y hermanas que asistieron a un concierto organizado por la Cofradía

En la actualidad está formada por un centenar de hermanas y unos cincuenta hermanos que se rigen por unos Usos y Costumbres heredados del antiguo gremio de Recueros y Mercantes de Atienza. 
Estas usanzas en la actualidad son de carácter ritual y testimonial, ya que han cambiado las necesidades que cubrían: corporativismo de los comerciantes de la Villa, protección de las recuas de arrieros por los caminos de Castilla, socorro mutuo ante la enfermedad y la muerte, protección de viudas y huérfanos e incluso un cierto compartir la riqueza en las festividades y, según Francisco Layna Serrano, tenían un «acusado tinte de sindicalismo precoz»

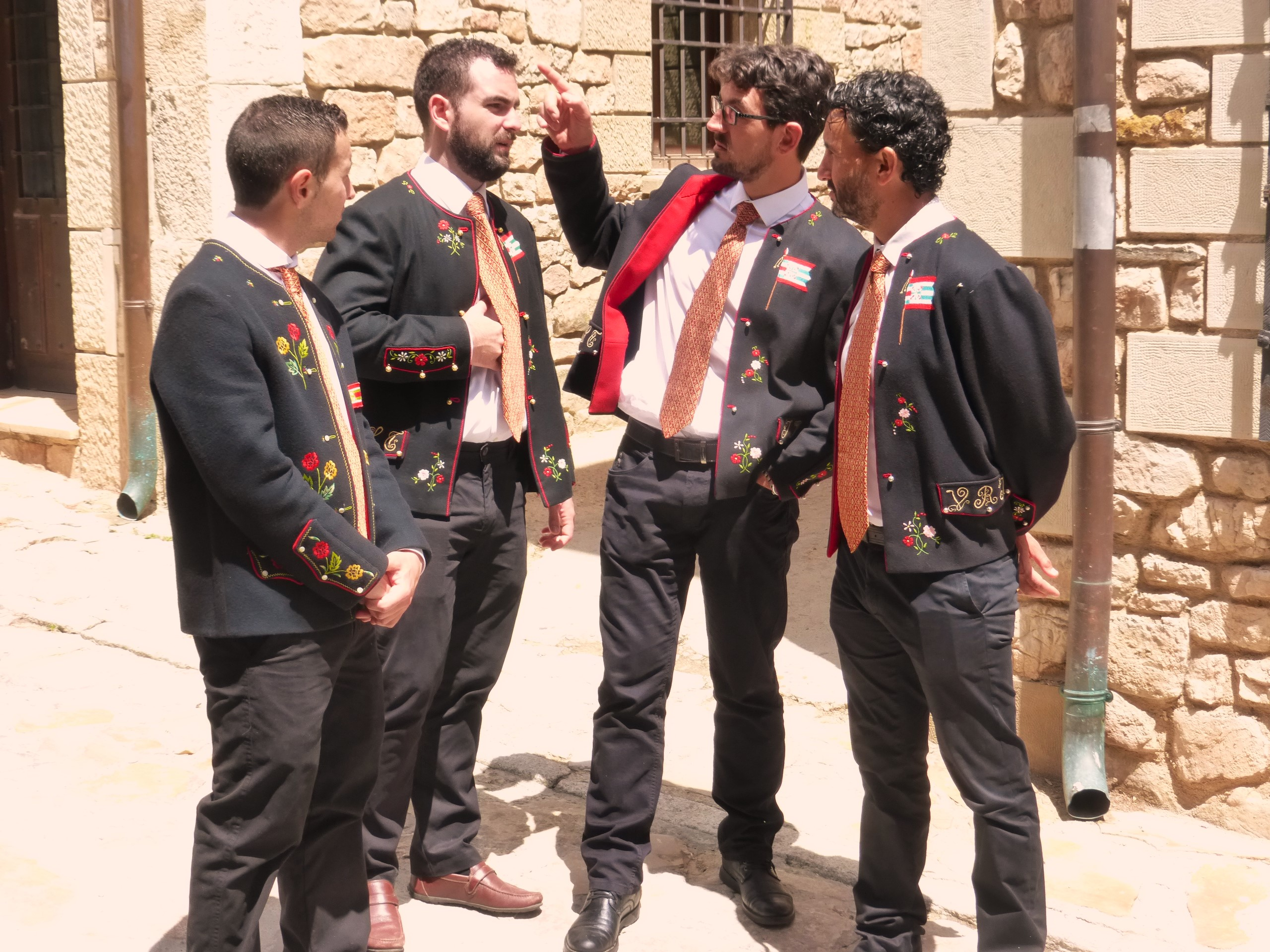
Los Chaquetillas son hermanos que aún no han servido la vara

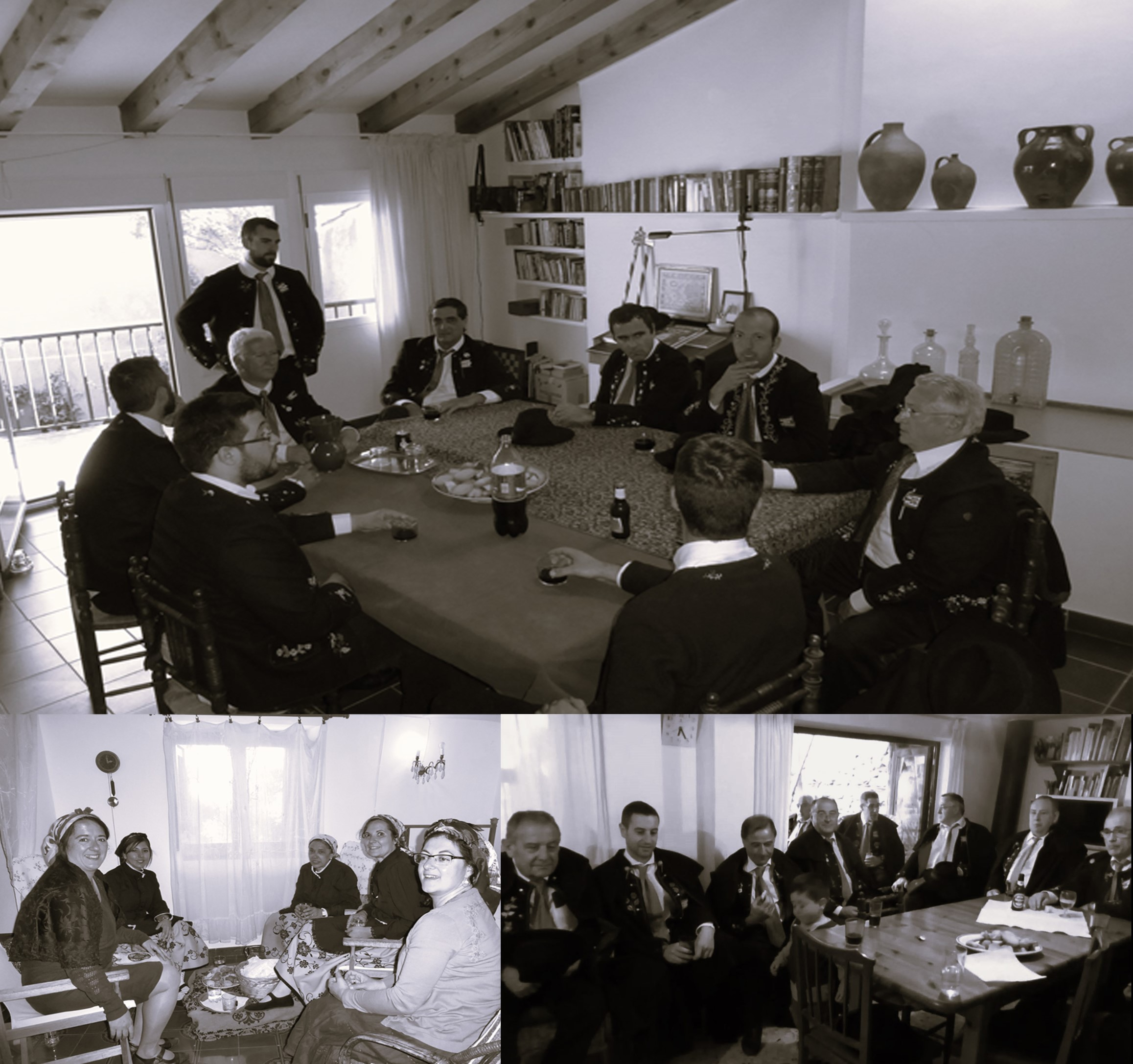
Junta General reunida en la casa del Prioste en tres espacios distintos para la Mesa, los Sises y las Seisas

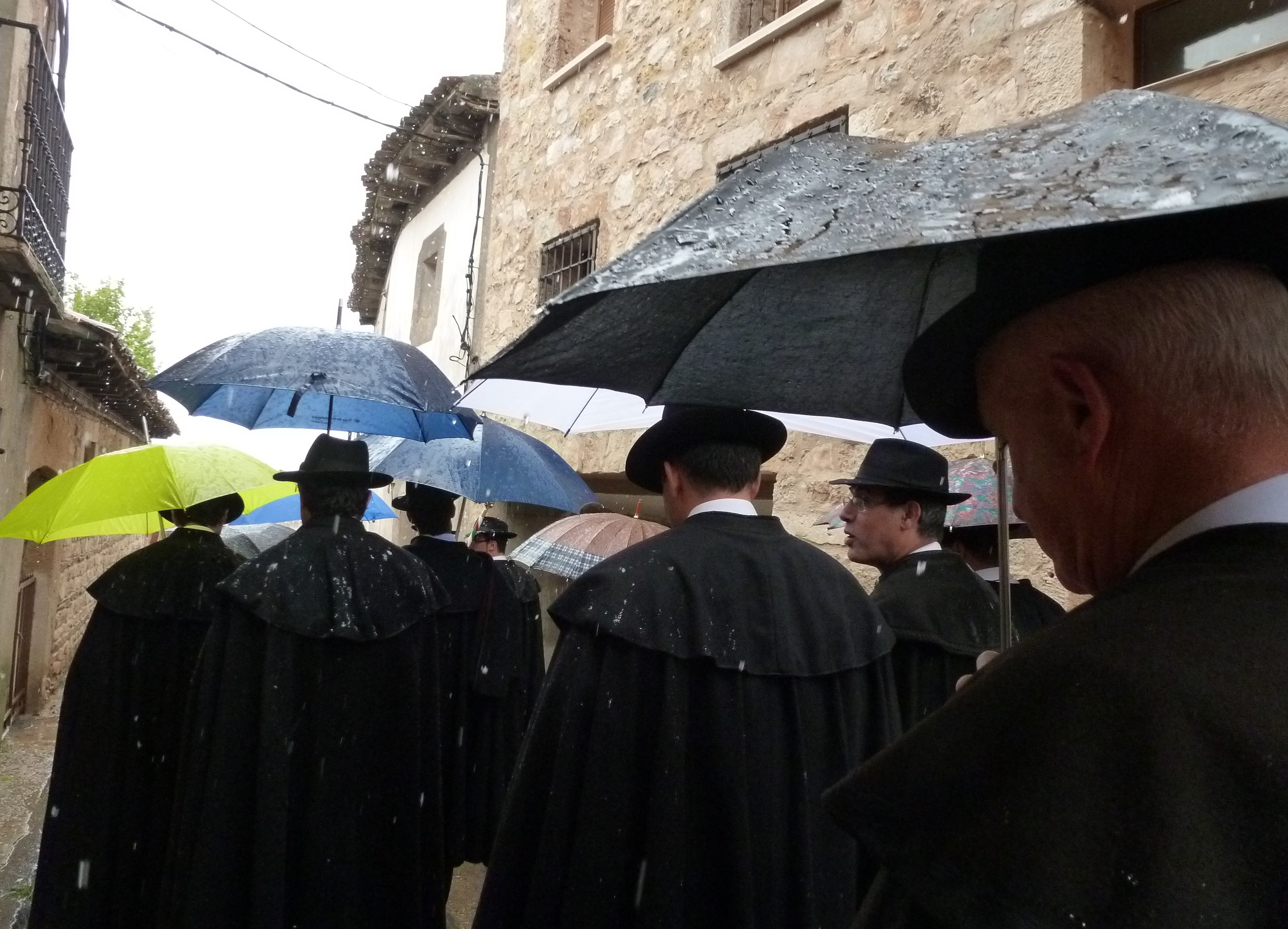
Los Seises, antiguos Priostes, visten capa y sombrero

Estos Usos y Costumbresse siguen escrupulosamente durante las festividades que celebra la hermandad, que actualmente son: La Caballada, de carácter histórico; La Santísima Trinidad, su patrona; Cernina, por los difuntos, y también San Isidro, ya que, tras la destrucción de Atienza en 1446,al decaer el comercio se debieron integrar a la Cofradía gentes de otros oficios y profesiones, especialmente labradores, que en 1720,incorporaron su patrón. Las insignias de la Hermandad también presiden las ceremonias del Corpus y acompañan a los hermanos y hermanas difuntos en sus funerales. También organiza concursos, exposiciones, conferencias, conciertos, etc.
Quien entre a formar parte de la Cofradía ha de ser presentado por dos fiadores y se debe comprometer a 'servir la vara', es decir, a ser Prioste, costumbre consolidada en el siglo XIX, porque algunos evitaban serlo, ya que debían costear los gastos de la fiesta, hasta que hubo que obligar a todos a servir la vara en lo material. Después estos gastos se acabarán compartiendo a escote y actualmente los cargos se renuevan cada año.
Existen tres categorías de cofrades: los Chaquetillas, que aún no han servido la vara, la Mesa (también conocida como Cabildo, Hermanos Provisores o Junta Particular) constituida por el Prioste, el Seis Principal, los cinco priostes anteriores y el Fiel de Fechos. El conjunto de hermanos que han pasado por estas fases son los Seises, que tienen el privilegio de vestir capa y sombrero.

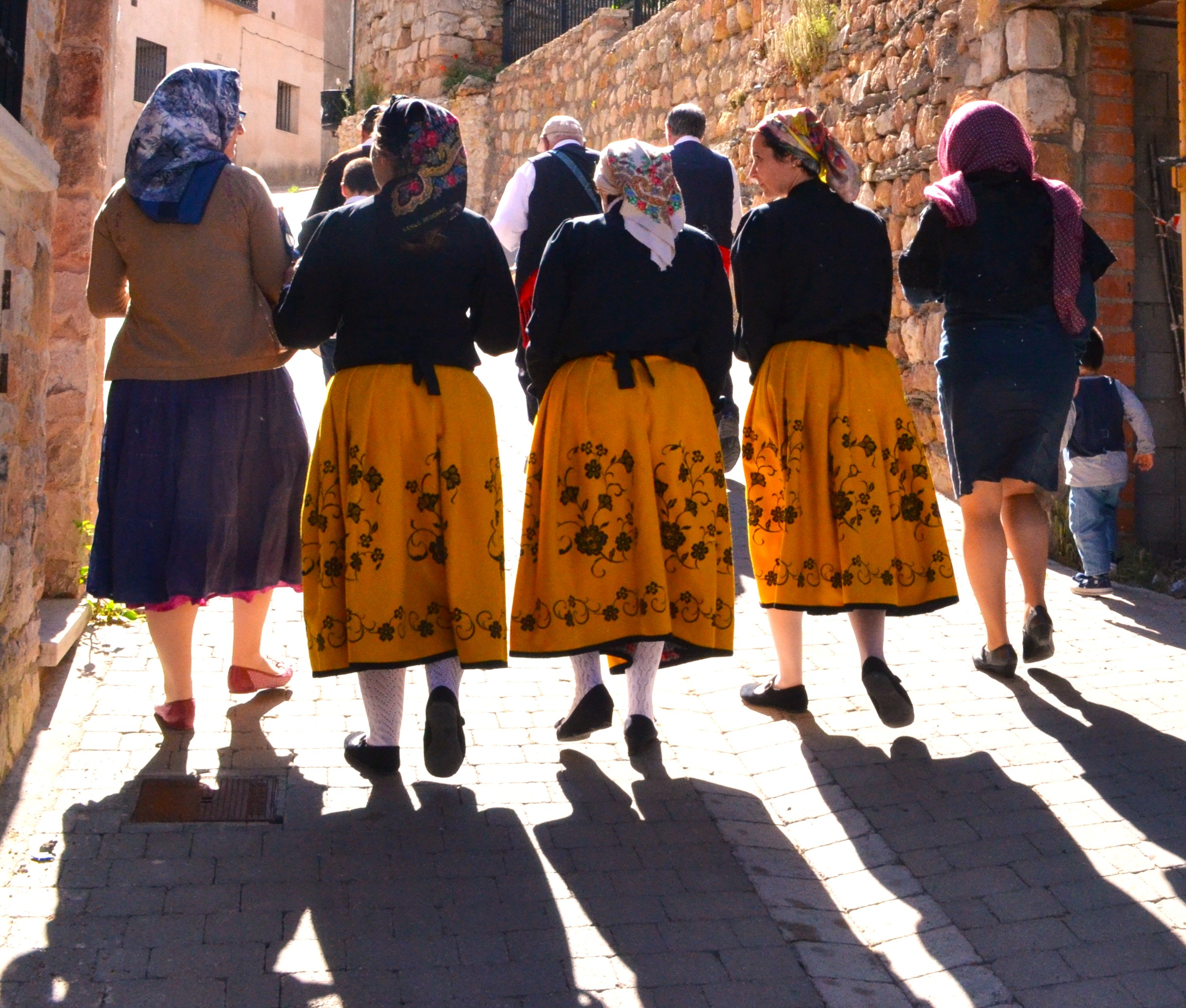
Las Seisas, precedidas por los gaiteros, van a la casa del nuevo Prioste

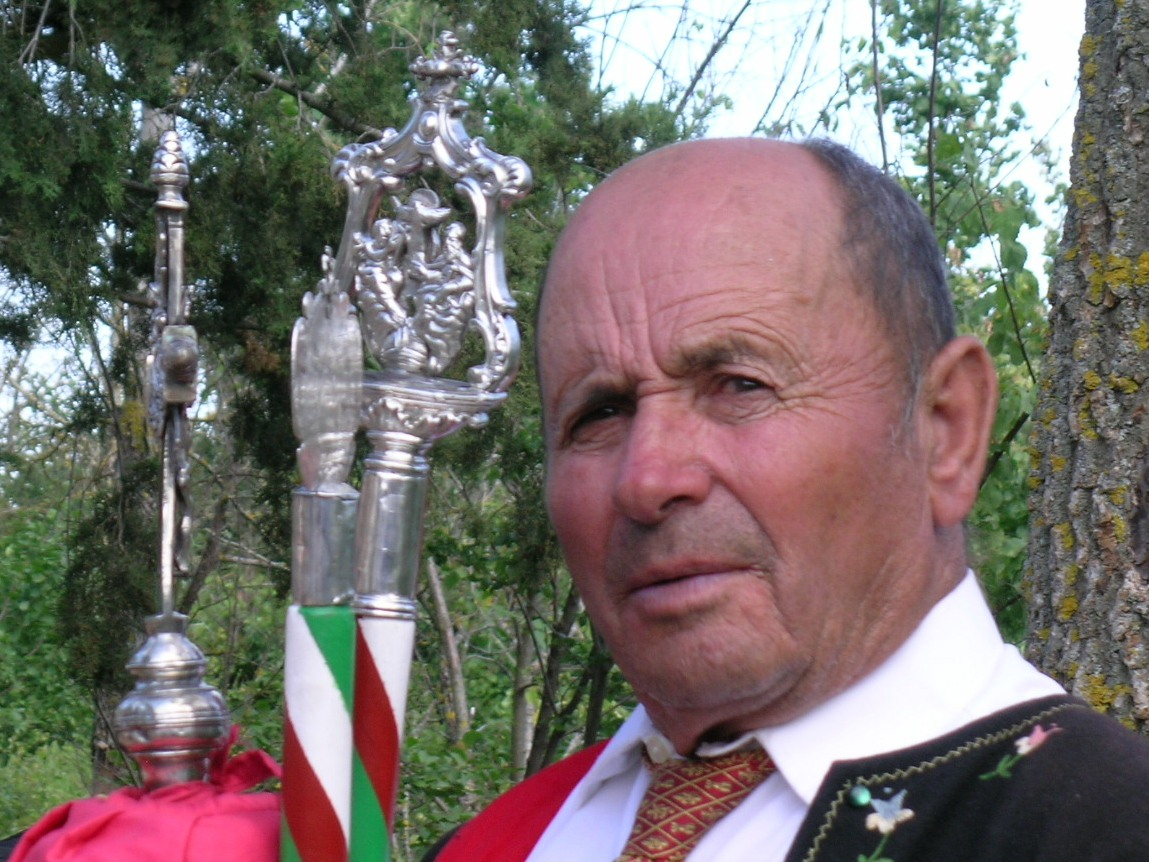
Antonio, el Manda durante varios lustros, recoge las insignias

Todos los cargos van rotando anualmente; se contratan, en cambio por tiempo indefinido, el Fiel de Fechos (secretario y administrador), el Manda (que cumple y anuncia órdenes del Seis Principal) y el Abad (el párroco). Ellos, al durar en el cargo, junto con los Seises, velan por el respeto a la tradición.
Las hermanas, como testigos de lo que fue la Historia, tienen papel secundario como acompañantes de sus cargos correspondientes: la Priosta, la Seisa Principal y la Mayordoma. No obstante, antiguamente ellas también eran presentadas por dos fiadores y sus nombres eran registrados en los Libros de Acuerdos y Cuentas, así como lo que aportaba cada una, (12 reales en 1713, por ejemplo).
Tres veces al año se convoca la Junta General en casa del prioste de turno, donde se reúnen en tres estancias distintas. En un lugar confraternizan las hermanas; en otra sala la Mesa elabora propuestas que después pasan a ser aprobadas en la Junta de Seises reunidos en un tercer espacio. El Fiel de Fechos coordina los debates y registra las decisiones en el libro de Acuerdos y Cuentas. El Mayordomo, que es el chaquetilla que ayuda al prioste, sirve vino y bollos según la tradición. 

### Pergaminos
La colección diplomática de la Caballada de Atienza consta de veinte pergaminos. Los nueve más antiguos están escritos en castellano antiguo, en letra gótica cursiva de albalaes y el resto principalmente en letra gótica tardía precortesana. A lo largo de la Historia se custodiaron en casa de los Priostes; antes de 1945 Layna Serrano redactó una síntesis de su contenido; en el 2004 fueron estudiados y transcritos a la grafía actual por un equipo de estudiantes dirigido por Alberto Tamayo López Machuca .En el 2017 fueron restaurados y cedidos para su mejor conservación al Archivo Histórico Provincial de Guadalajara. 

#### Ordenanzas

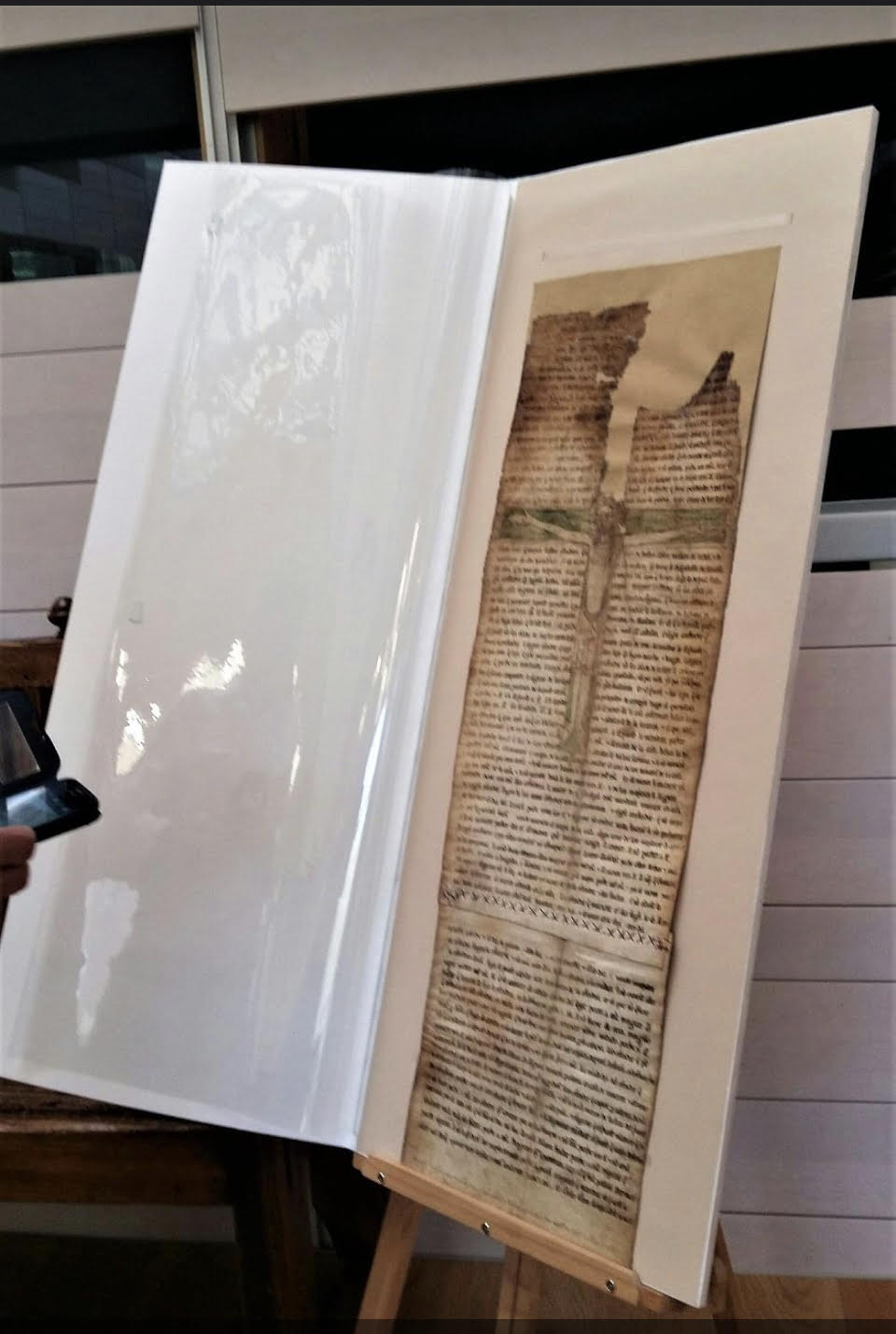
Ordenanzas tras su restauración en 2017, al ser depositadas en el Archivo Histórico Provincial de Guadalajara

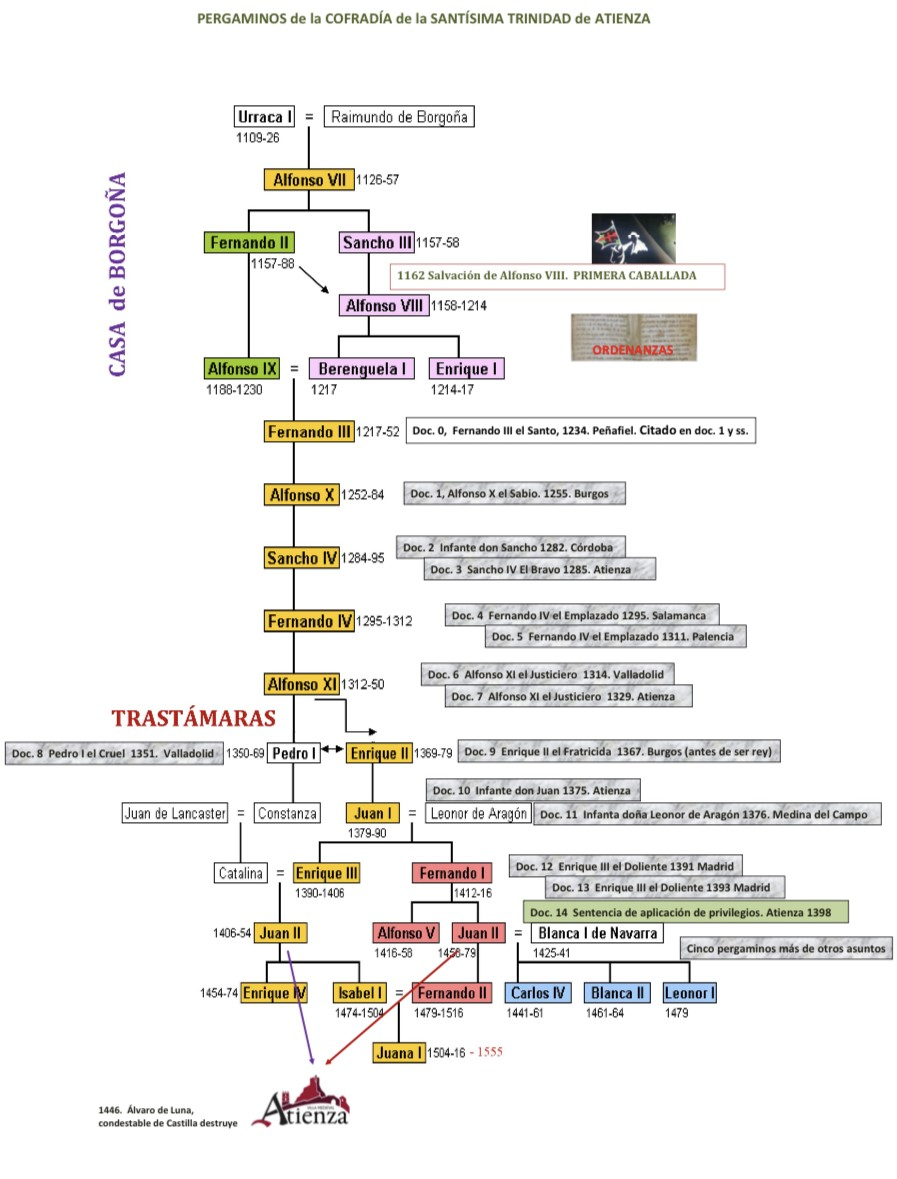
Eje cronológico de los pergaminos de la Cofradía que constata la continuidad del apoyo de la monarquía castellana a los arrieros de Atienza

Las Ordenanzas de la Hermandad de mercaderes y recueros de Atienza es el documento más importante que, aunque es el único que no está fechado, se supone de principios del siglo XIII. En su centro, y con trazo seguido de tonos verdosos, se dibujó un Cristo protogótico, de cuatro clavos, de características románicas pero ya de fisonomía gótica, impregnado de esa humanidad que brota del pórtico de la Basílica de San Vicente (Ávila) (c.1130).
Están escritas con letra libraria gótica sobre dos piezas de pergamino grueso cosidas a continuación una de otra (de 92 x 29cm en total), que se deterioró en la parte superior afectando el final de once líneas. El amanuense muestra un trazo regular, firme y con numerosas abreviaturas fácilmente identificables, pero deja en blanco el espacio destinado a mayúsculas.

Empiezan saludando en latín a los hermanos fr(atres) karissimi, en nombre de la Santa Trinidad (la patrona), de Santa María, San Julián (el Hospitalario) y de todos los Santos; continúa en castellano antiguo y determina el objetivo: «Nos los ricueros et los m(ercad)antes de atienza estableciemos esta hemandat a honnor de dios et de todos los santos et a de(fen)sion de nuestros averes» y lo hace considerando un desprecio ser comerciente sin ser cofrade: «…E todo omne que vieren aquestos confradres que debe seyer en esta hermandat et non fuere en ella que lo dexa por desprecio». Después, sin orden metodológico va enumerando, siempre en romance, diferentes preceptos, reforzándolos con multas (veintisiete veces aparece la palabra pechar), hasta concluir súbitamente con otra fórmula protocolaria en latín: Qui scribsit scribat cum domino vivat. Como curiosidad, se establece que en los entierros que el heredero del difunto ha de aportar ocho dineros o sus zapatos; así como también que los asistentes al conforzo ('banquete fúnebre') se han de acabar el vino o, si algo sobrare, denlo otro día per dios.

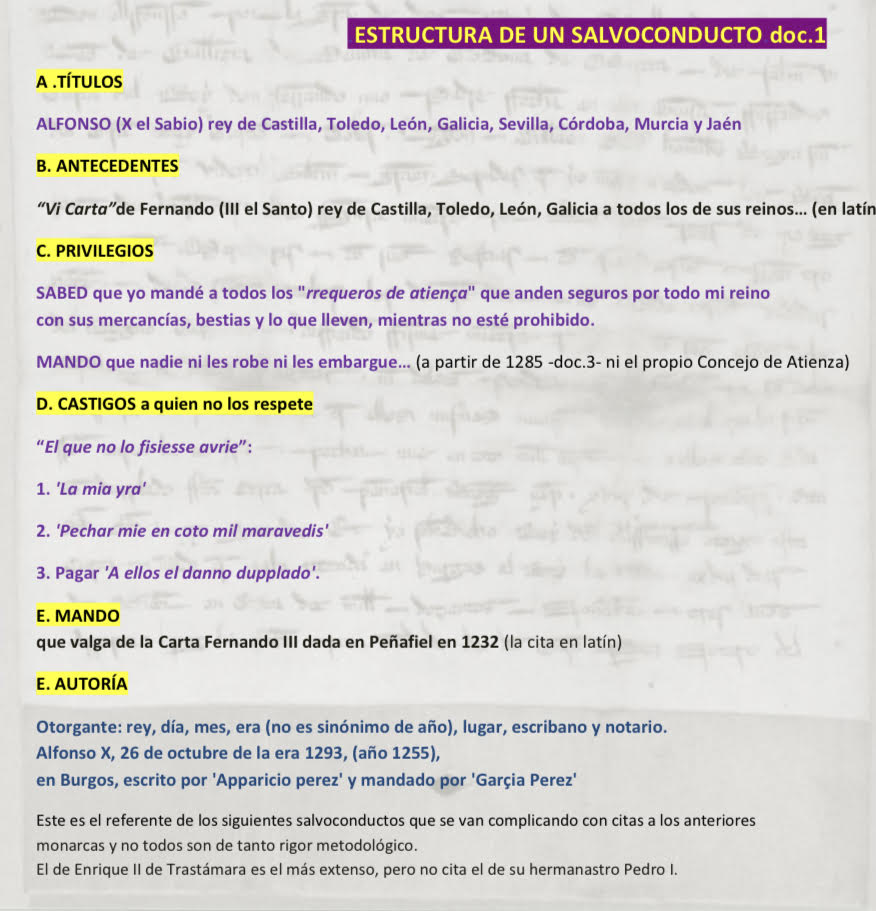
Esquema del contenido del salvoconducto de Alfonso X el Sabio, que sirve de referente a los posteriores

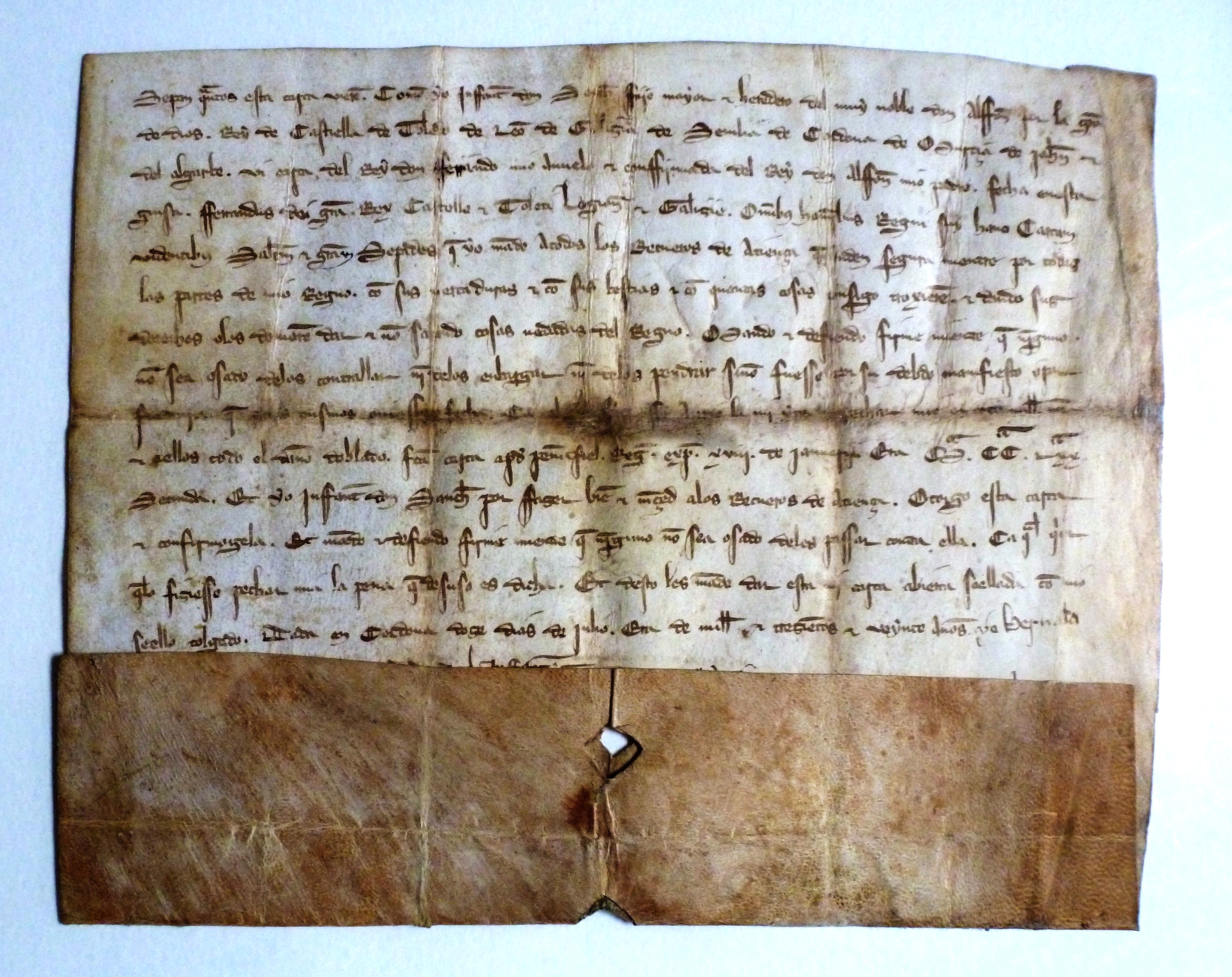
El infante Sancho confirma el privilegio otorgado a los arrieros de Atienza por su padre Alfonso X y su abuelo Fernando III

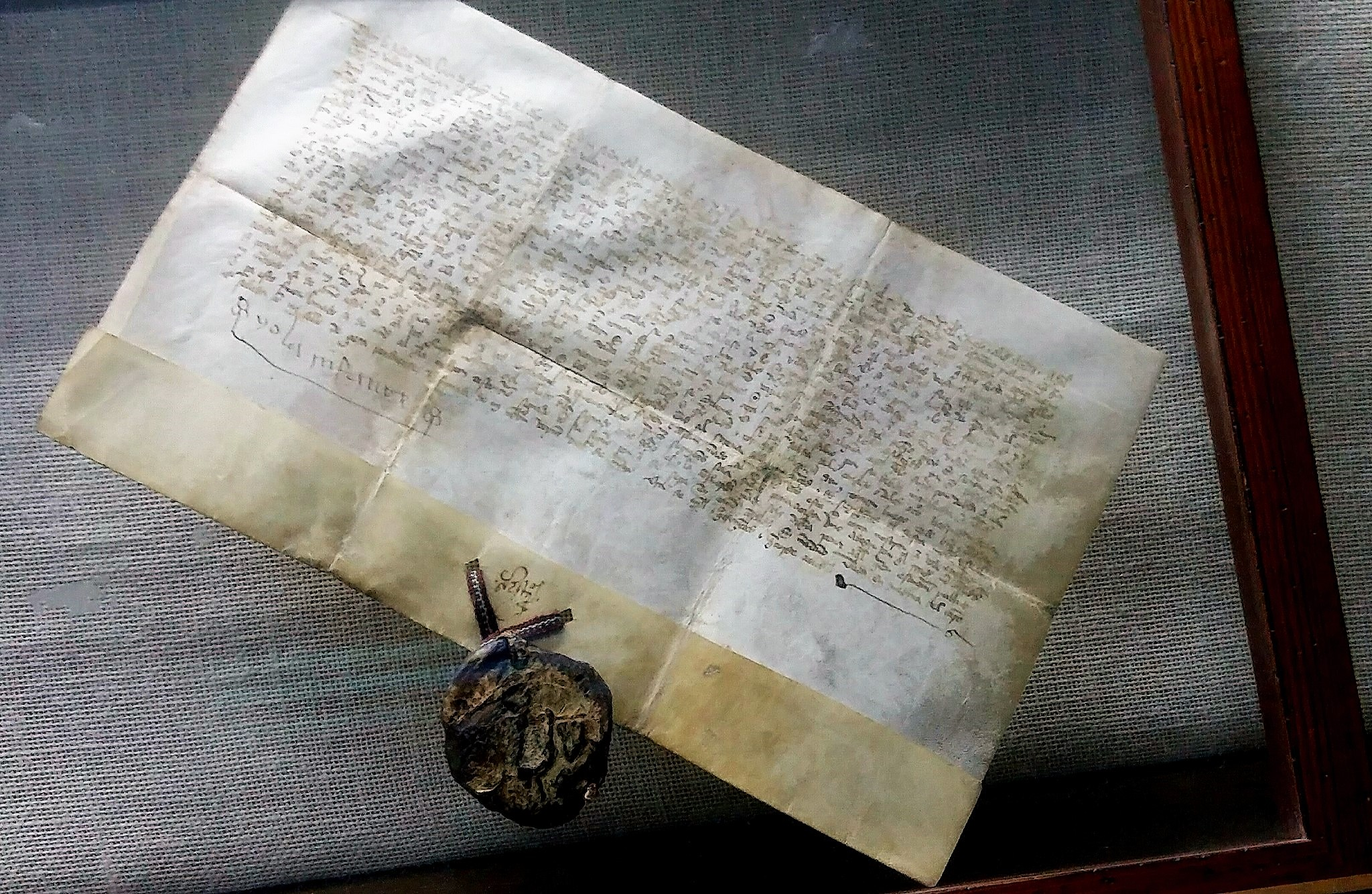
Privilegio con sello de cera, otorgado en 1376 por Leonor de Aragón, que recibió Atienza y Molina como dote

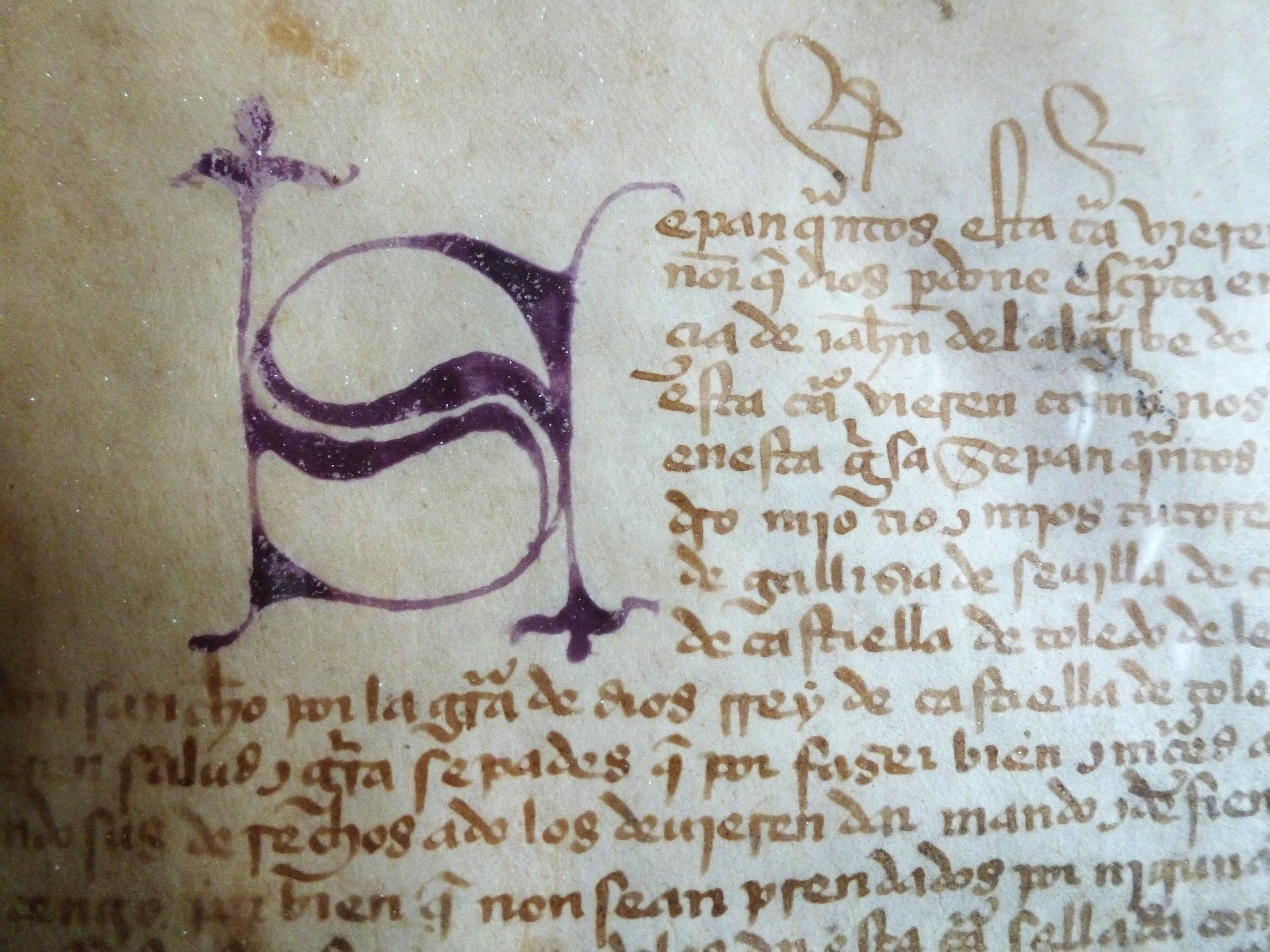
Detalle de la merced de Enrique III de Trastámara, 1393 (doc.13)

Se menciona la siguiente jerarquía entre cofrades: prebost (Prioste), que preside el cabildo (Mesa) formado por 6 seises, ayudados por el sayón (Manda). Es significativo que el pergamino de las Ordenanzas (carta) se usase para tomar juramento: si negare que no lo non fizo iure sobre la carta por su cabeza.
Según se hizo constar más tarde en un Libro de Acuerdos y Cuentas, tras el Concilio de Trento, en 1593 y 1603, hubo que actualizar estas Ordenanzas. Parece que en el archivo de la catedral de Sigüenza se custodia una copia en papel de las Ordenanzas originales con las rectificaciones que se hicieron tras el Concilio.

#### 2.2 Salvoconductos
La Cofradía conserva catorce salvoconductos reales en pergamino, otorgados a los arrieros de Atienza para amparar a sus recuas por los peligrosos caminos medievales de Castilla, protegerlas de los bandidos y también de las propias autoridades.
Contrasta el estilo y la estructura de estos privilegios reales con el de las Ordenanzas, mucho más informal, que denota su origen popular. Todos estos documentos siguen una misma pauta qué probablemente se codificó bajo influencia del sabio Rodrigo Jiménez de Rada. Analicemos como prototipo el pergamino de Alfonso X el Sabio, el más antiguo de los conservados:
Comienza enumerando todos sus reinos: Castilla, Toledo, León, Galicia, Sevilla, Córdoba, Murcia y Jaén. Saluda en latín a todas las personas de su reino y testifica que vio el salvoconducto anterior firmado por Fernando III el Santo (documento perdido, y cita, en latín, los reinos de su padre que solo eran Castilla, Toledo, León y Galicia.
Seguidamente, ya en castellano (el cambio de idioma es significativo pues no se volverá al latín) determina el objetivo: hacer saber que «yo mandé a todos los rrequeros de atiença que anden seguros por todo mi reino con sus mercancías, bestias y lo que lleven...non sacando cosas vedadas de regno... et mando et deffiendo ffirme miente que nadie ni les robe ni les embargue…».
Establece después tres castigos a quien no respete a los recueros de Atienza: su ira, una multa de mil maravedís y devolver el doble de lo robado.
Finaliza el documento aportando datos técnicos con gran rigor metodológico: rey otorgante, día, mes, era (no es sinónimo de año), lugar, escribano y notario.
Este salvoconducto marca la pauta de las otras mercedes reales, aunque van perdiendo ese rigor académico hasta llegar a una simple mención de '«'un seello colgando» y, lógicamente, se van adaptando a circunstancias tales como aumentar el valor de la multa o el número de reinos del monarca.
Siempre, no obstante, hacen referencia a los salvoconductos anteriores. Así el infante don Sancho -pergamino 2- también cita la carta de Fernando III su abuelo y la de su padre Alfonso X para confirmar los privilegios dados. Este citar cartas de reyes anteriores se repite y se multiplica en documentos posteriores, culminando con el del primer Trastámara, Enrique II de Castilla, que es el más extenso, -pergamino 9- quizás para justificar su acceso ilegítimo al trono de Castilla. Significativamente, ignora el pergamino de Pedro I, su hermanastro, asesinado durante la primera guerra civil castellana, de dimensiones europeas.
Otros pergaminos confirman que se cumplieron aquellos privilegios:
Así ocurrió en 1285 y en 1398 cuando, según el pergamino 3 y también el pergamino 14 el propio Concejo de Atienza ha de renunciar a embargarles. En 1351 el salvoconducto de Pedro I -pergamino 8- emotivo documento en un contexto de Guerra Civil, delata algún problema al decretar que no puedan embargar a los arrieros por deudas del Ayuntamiento de Atienza en otros lugares de Castilla.
Por el suceder de títulos de los reyes otorgantes, vemos que va creciendo la expansión territorial de Castilla: el mismo pergamino 8, de Pedro I, refleja la máxima expansión y menciona Algarve, Algeciras, y los señoríos de Vizcaya y Molina. Sabemos que el señorío de Molina, contrario al rey vencedor, ejerciendo su derecho a la autodeterminación pasará a formar parte del Reino de Aragón, pero será devuelto como dote de Leonor de Aragón (pergamino 11) al casarse con el futuro Juan I de Castilla, (pergamino 10) con los títulos de Señora de Molina y de Atienza. 
Estos documentos constituyen una importante fuente primaria de la que se podría extraer informaciones varias tales como las ya mencionadas: el paso del latín al romance, según se ha visto; la evolución territorial del reino de Castilla; el ambiente prebélico ya en 1351 -privilegio de Pedro I, pergamino 8-; la propia Guerra Civil durante la cual el Concejo y la Cofradía debieron apoyar a diferente bando; la promoción del príncipe o del nuevo rey otorgando estos privilegios, ya que suelen darse al principio de sus reinados, etc. 
También permiten entrever la estructura organizativa de las villas pues en ellos se mencionan: Conçeios, alcalles, iueses, iustiçias, algoaçiles, comendadores y aportellados. Así sabemos que Atienza estaba gobernada por el Conçeio y tenía al menos: 'dos alcalles, un alcalle de murallas (¿aportellado?), un alcaide del castillo, un algoaçil y un escrivano público'.

#### 2.3 Otros pergaminos

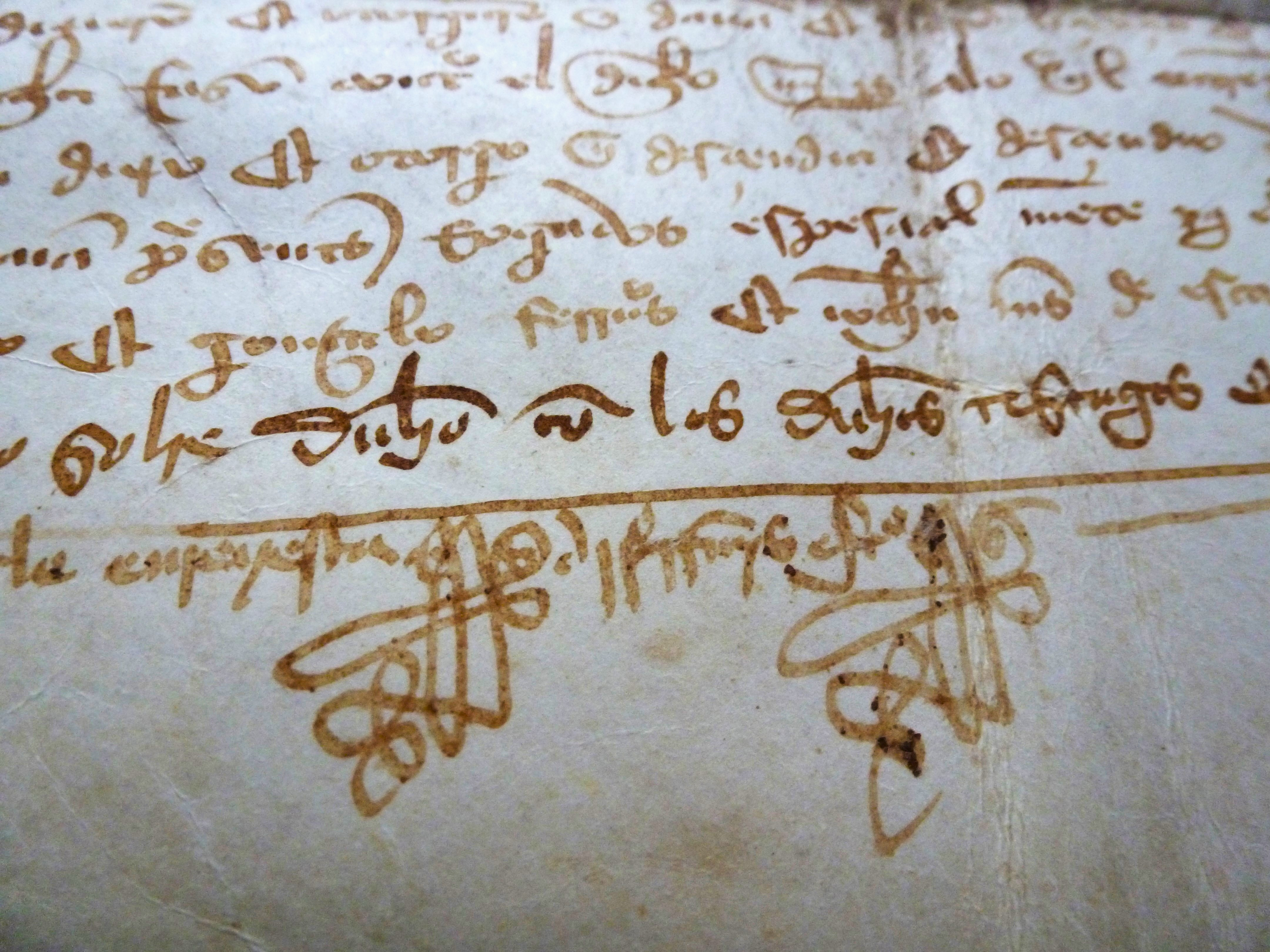
Firma del pergamino más reciente, un documento por el que el hijo de un asesinado retira su querella. 1397

Se ignora por qué la Cofradía conserva también tres documentos más propios del Cabildo de Clérigos: el clasificado como 15 es de Alfonso XI que les concede privilegios a cambio de misas. Otro, el 16, el único escrito en latín, trata del nombramiento de un canónigo de Sigüenza; el tercero es un otorgamiento de poderes notariales firmado en Santamera por una monja heredera de muchas tierras (pergamino 17).
En el Archivo Histórico Provincial también se custodian tres pergaminos más de la Cofradía, el 14 según el cual un alcalle de Atienza, que había embargado a los arrieros, cede ante los privilegios de la Cofradía. El pergamino 18 de 1374, que también ha conservado la Cofradía, trata de privilegios que, tras la Guerra Civil castellana, otorga a la Villa el infante Don Juan I de Castilla, hijo de Enrique II, el de las Mercedes, quien restablece así relaciones con la Villa defensora del derrotado Pedro I.¿Intercedió la Cofradía en estas negociaciones de paz y por eso conserva el documento?. 
El pergamino más reciente trata de un asesinato: Aparicio Fernández había acusado a Martín Pérez de haber matado a su padre y por este documento retira la denuncia, según una curiosa nota mecanografiada al reverso por un historiador.

### 3. Libros de acuerdos y cuentas

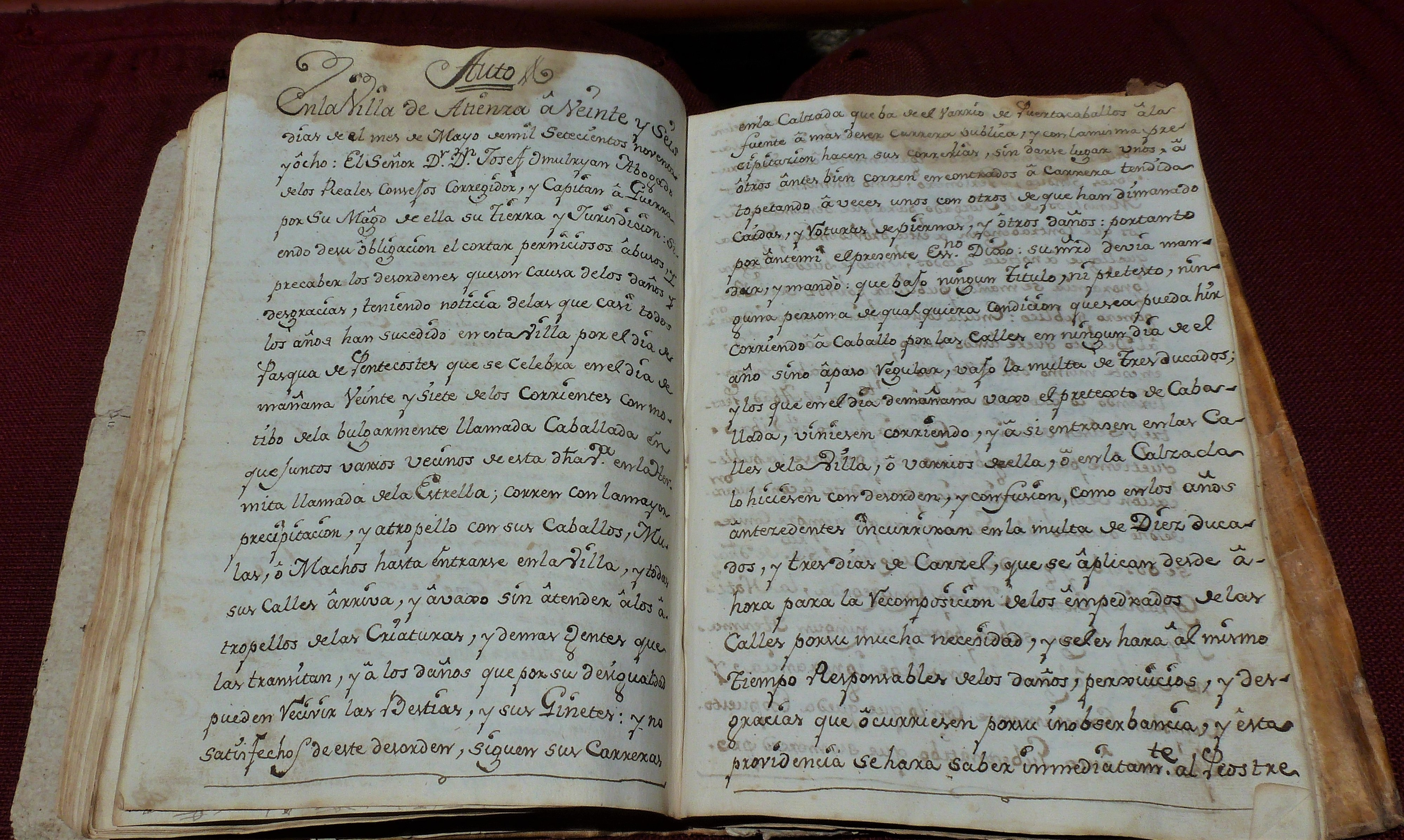
Multas que establece el corregidor para evitar atropellos durante la Caballada de 1789

Se conservan seis libros de actas que registran la Historia de la Cofradía desde 1679 hasta 2023; se ha extraviado el correspondiente a 1858-1927 y el primero menciona uno anterior.En ellos cada Fiel de Fechos anota decisiones, gastos, nombres de hermanos y ermanas (sic en el acta de 1806) y, en ocasiones deja constancia de algún conflicto. Lo firma también el Abad y los seis Seises de la Mesa. Precisamente el actual Fiel de Fechos hizo un riguroso estudio a partir de estos libros, ya en papel, aunque algunos de ellos encuadernados en pergamino reciclado. 

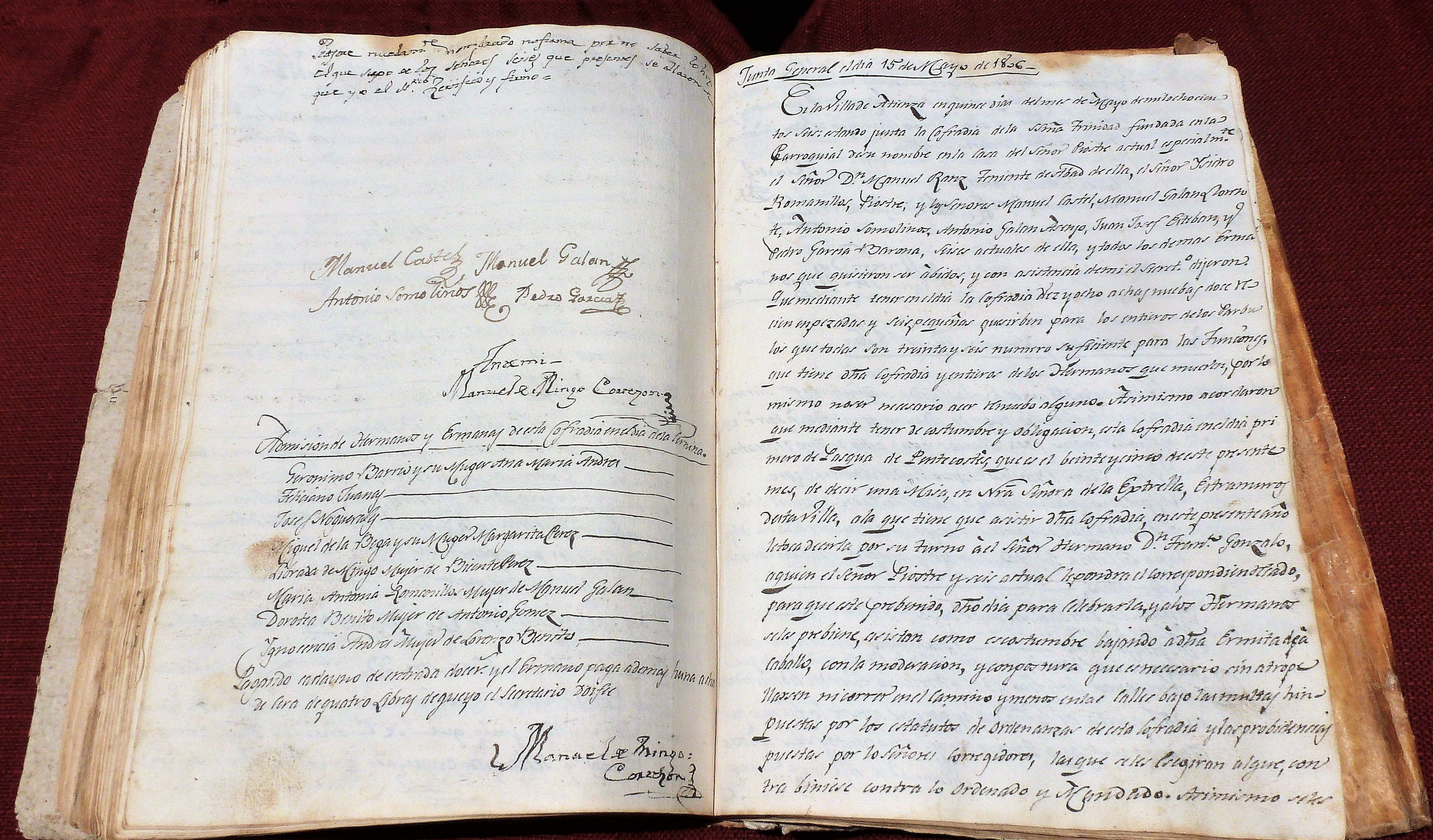
Una de las actas donde se registra el nombre de los nuevos hermanos y ermanas admitidos en la Cofradía

Las decisiones más frecuentes suelen ser de carácter ritual y organizativo; los gastos están principalmente relacionados con la fiesta de la Caballada. También queda constancia detallada del entrego de bienes de un prioste a otro el día de Cernina; de la compra de objetos rituales, donación de un estandarte, restauración de varas etc. 

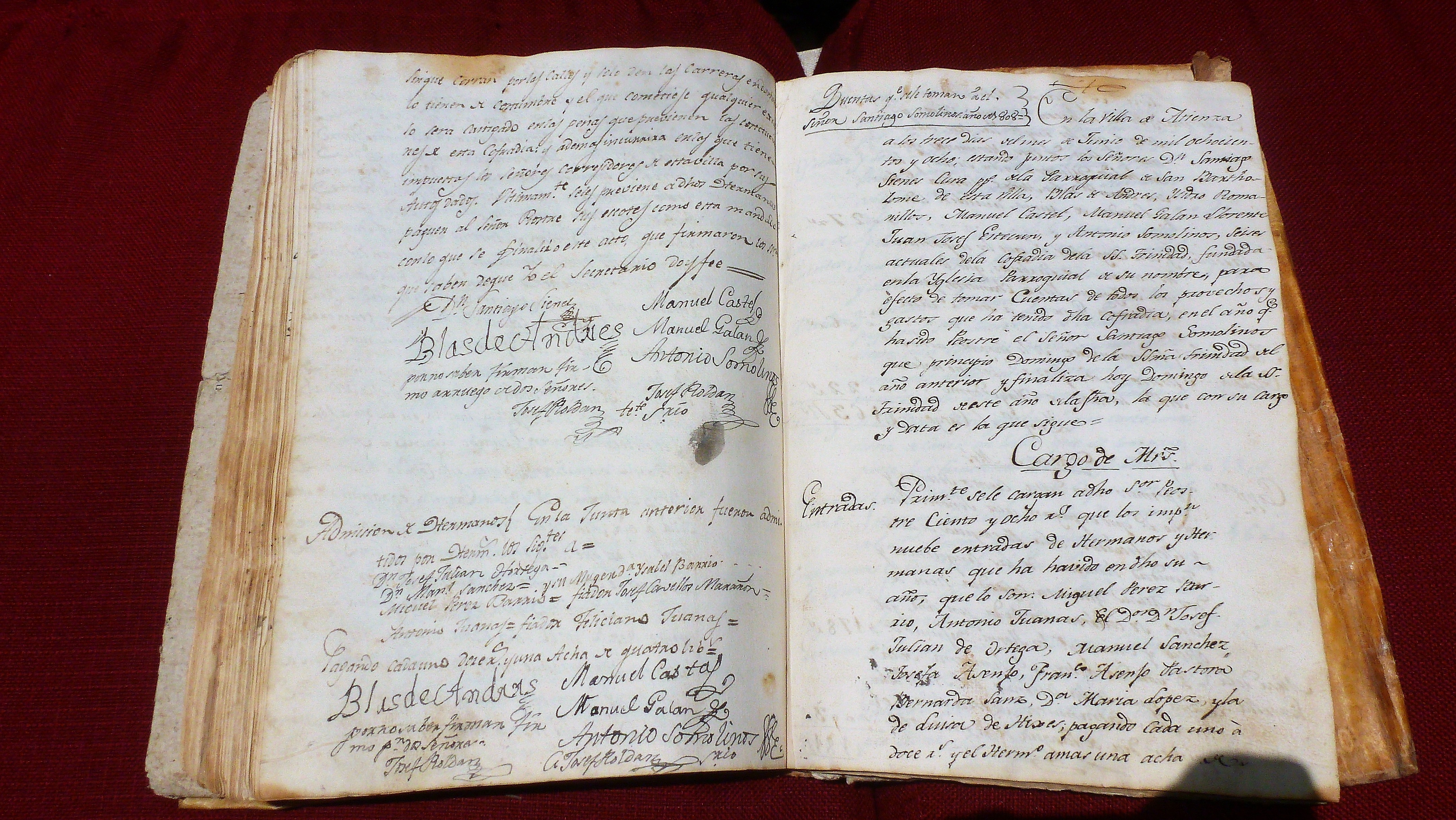
Todas las actas están firmadas por los componentes de la Mesa, cuyas firmas delatan diferente nivel cultural

Entre los gastos usuales están los honorarios del Abad, del Fiel de Fechos, del Manda y de los gaiteros. Tradicionalmente el vino iba a costa del último hermano que subastaba y llevaba la bandera; con las multas, en libras de cera, se pagan las velas de culto y con la subasta del llevar los banzos (andas) de la Virgen, en celemines de trigo, se cubren otros gastos. Actualmente van a escote comida y alquiler de caballos (antes se compartía la comida y las caballerías podían ser prestadas), aunque durante los últimos años las entidades públicas colaboran con subvenciones. 
Estas ayudas del Ayuntamiento, la Diputación y la diócesis fueron muy importantes durante el Covid, pues permitieron restaurar la ermita, el retablo y libros de Acuerdos y Cuentas. 
Con la seguridad que nos aportan estas fuentes primarias, se puede afirmar que la Caballada dejó de conmemorarse por primera vez en 2020 y 2021 a causa del COVID’19. También se celebró durante la Guerra Civil, aunque, para no comprometer al prioste, las juntas no se reunían en su casa sino en la iglesia. En otras situaciones difíciles tampoco se contrataron gaiteros. 

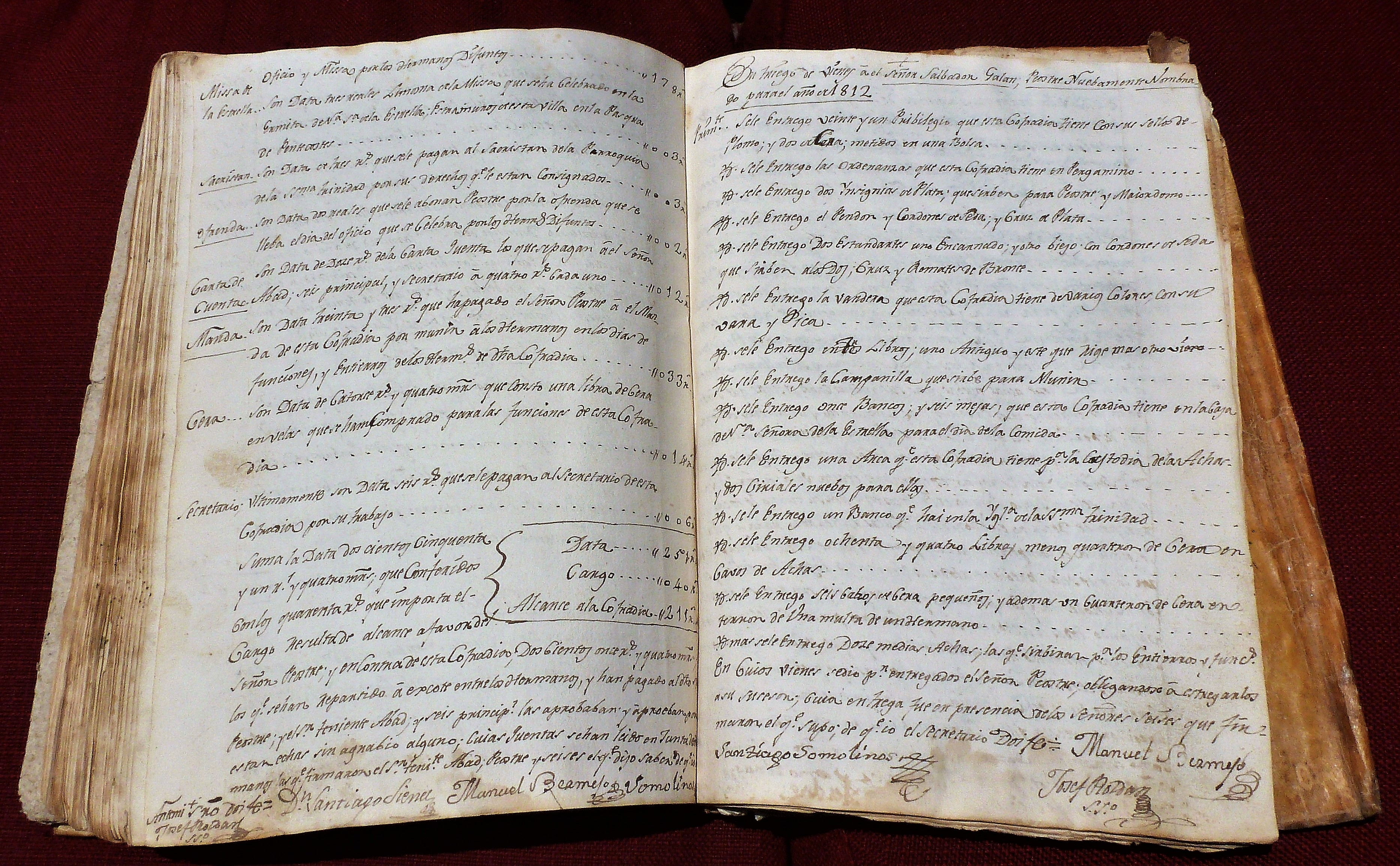
Inventario de bienes de 1812, que demuestra que fueron bien protegidos durante los saqueos de la invasión napoleónica

Si retrocedemos en el tiempo, podemos ver que las actas de 1811, el de mayor incidencia de la Guerra de Independencia en Atienza, no manifiestan ninguna anomalía. En cambio, tras el saqueo de las tropas de Napoleón, en 1812 se hizo un registro del inventario de bienes de la Cofradía, inventario que se repite en 1817, momento en el que consta un pergamino más que los actuales. (ver foto) 
Durante los dos años que duraron las obras de la nueva ermita,la Caballada se festejó en la ermita de Santa Lucía, dos lunes de Pascua Granada. Años después, en 1750, ¿al dejar de ser fiesta el lunes de Pascua Granada en Castilla?, la fiesta se adelantó al día anterior, al domingo de Pentecostés. 
En el siglo XVIII, hubo que establecer normas, poner multas e incluso recurrir al Corregidor para controlar los excesos que se cometían durante la Caballada al «correr con la mayor precipitación y atropello de sus caballos, mulas o machos hasta entrase en la villa y todas sus calles arriba y abajo sin atender a los atropellos de las criaturas y demás gentes que las transitan y…»
En 1738, un grupo de cofrades, encabezados por el abad, asaltaron la prisión para liberar a un miembro de la Cofradía que había atropellado a una persona que, como consecuencia, murió. Para evitar accidentes los corregidores - Sr. Omulryan, Canet y otros- establecieron penas de hasta de veinte ducados, de tres días de cárcel y llegaron a prohibir los refrescos de vino.
Actualmente, el largo recorrido a caballo que se hace mañana y tarde de La Caballada está regido por las normas que se establecieron entonces para ir con 'quietud y compostura': tras la bandera, van frenado la comitiva dos hermanos antiguos, siguen los chaquetillas, los seises y cierra la Mesa.

### 4.Usos y costumbres
«Que la sirvas según los Usos y Costumbres de la Cofradía» dice el Abad al nuevo Prioste mientras le entrega la Vara que, a su vez, ha recibido del Prioste saliente. No hay más palabras en este sobrio ritual de la tarde del domingo de Trinidad que culmina con el canto de la Salve. 
Esta ceremonia forma parte de un sinfín de Usos y Costumbres. Algunos, como los de carácter jerárquico y organizativo, ya comentados, tienen su origen en las Ordenanzas, aunque lógicamente se han adaptado a las necesidades; otros se han ido incorporando con el paso de los siglos y las modas, según el criterio de un uso repetido se convierte en costumbre y la costumbre deviene norma.
La más reciente recopilación de estas normas, de trasmisión oral, la publicó Tomás Gismera en el 2016; aunque después, en el Facebook Caballada de Atienza, Comunidad, durante los días inmediatos a la celebraciones se van dando explicaciones de cada ritual, ilustradas con fotografías de años anteriores.
Las fiestas y Juntas generales -excepto la de San isidro que se celebra desde 1720- se rigen por el calendario lunar que determina la fecha de la Caballada cincuenta días después de la primera Luna llena de primavera, el lunes de Pentecostés hasta 1750y, desde entonces a la actualidad, el domingo de Pentecostés.
Cernina es un vocablo, no recogido en la RAE, que en la Hermandad define el día dedicado a la memoria de los difuntos. Tradicionalmente era el lunes después del domingo de Trinidad; ese día el antiguo Prioste, ya Seis Principal, hacía el entrego de los bienes de la Cofradía al nuevo Prioste y también se repartía el pan de la Virgen a los vecinos. El calendario laboral ha obligado a desplazar la misa de difuntos y la Junta general al sábado siguiente. Recordemos que el soporte mutuo en la enfermedad y especialmente en la muerte era uno de los objetivos principales de unas Ordenanzas de origen medieval; aún hoy se sigue rezando por los difuntos en cada encuentro y, en las peñas de la bandera, «por el próximo que muera».
Como ya se ha comentado, los bienes más preciados y más inventariados son los pergaminos y los libros de Acuerdos y Cuentas, pero también tiene un gran valor artístico y emocional la imagen de la Virgen de la Estrella (encarnada y estofada en 1714), mientras que la cruz procesional, las insignias (vara del prioste y la del mayordomo, restauradas varias veces) el estandarte (donación de un matrimonio) y, especialmente, la bandera tienen un gran valor simbólico por lo que está codificado el cómo, cuándo y dónde se han de usar.
La bandera, que se ha renovado en diversas ocasiones, muestra, entre los símbolos de Castilla y de León, una reja y una rastola (como referencia a los labradores), y en su centro una flor de lis de dudosa procedencia según Isabel Muñoz Caravaca, la maestra que la estudió y la restauró motivando así a sus alumnas adultas de principios del siglo XX.
En las celebraciones es frecuente ver, por las calles de la Villa, al Manda con los gaiteros anunciando la fiesta, a los hermanos de la Mesa ataviados con capa y sombrero y situados por orden de antigüedad; también a las Seisas, o a todos juntos cuando acuden a la casa de Prioste, tras una ceremonia religiosa. Como se ha dicho, también está regulado, tras varios incidentes, el orden del recorrido a caballo por toda la Villa hasta la ermita de la Estrella, para ir con quietud.
Las carreras de caballos (o de otras caballerías en otros tiempos) son a la morisca, o sea, de dos en dos que cabalgan juntos, sin pretensiones de ganar (en teoría). El paso de los Seises acompañando las insignias, denominado La Paz, determina el final de las galopadas. 
En la puerta del Prioste se espera la invitación del Seis Principal que dice: Señores hermanos, pasen a tomar unos vinos; y es que el vino es la bebida ritual que está presente en todos los eventos: En la oración por los difuntos en las peñas de la bandera se compartía el mismo vaso (hasta el covid), pero normalmente se bebe individualmente en vaso de cristal, en otros momentos se comparte el porrón y, en porrón se invita a los presentes. Al acabar la jornada de la Caballada, es el Abad quien, ante su casa, invita a todos, montados acaballo, a una limonada fresca (con alcohol). 
Bailar a la Virgen o con la Virgen (antes unos cofrades la mecían mientras otro bailaba) es una costumbre que sobrevivió al Concilio de Trento y que también se conserva en algún pueblo de Soria. Parece que el baile era libre y cada cofrade ofrecía lo mejor de sí mismo, hasta que se iría imponiendo la jota, desde la invasión napoleónica.
El honor de llevar la bandera se subasta varias veces en cuartillos de vino, pero solo será el último portador quien lo pague. El prestigio de llevar un banzo de la Virgen durante la procesión también se subasta, pero en celemines de trigo. como las roscas que penden del árbol que preside la misa de Pentecostés. Las infracciones de estos Usos y Costumbres se multan en libras de cera o, si la infracción es grave en hachas de cera.
Son frecuentes las multas relacionadas con la decencia, la compostura, la modestia… palabras que se mencionan en los libros de Acuerdos y Cuentas.El principio general de acudir a las celebraciones con las mejores galas se fue concretando, en el siglo XIX, en el uso de la capa y sombrero castellanos para los seises y consta que las chaquetillas ya existían en 1922. El decoro en el vestir las hermanas, heredado de tiempos de Cristiandad, provoca sonrisas simpáticas cuando el Fiel de Fechos menciona multas por no llevar medias o por pintarse ostentosamente, por ejemplo.
La comida de Hermandad, que ya se menciona en las Ordenanzas, aunque es un ritual fundamental, ha ido cambiando: desde el banquete fúnebre inicial a ser la causa de la ruina de algún Prioste, hasta llegar a tener que a racionar el pan y el vino, o compartir entre los hermanos en el comedor parte de lo que comía la familia en la pradera.
Las Siete Tortillas del sábado de Pentecostés también la comparten los componentes de La Mesa con los invitados de Prioste en la ermita y por extensión después a todos los asistentes al concierto de jotas en la plaza del Trigo. 
Una nueva costumbre, ya arraigada, es comer juntos hermanas, hermanos y familiares en un restaurante el día de la fiesta principal, el domingo de Trinidad.
Cada paso, cada gesto, cada ceremonia en la Cofradía sigue unas estrictas normas que el nuevo chaquetilla irá memorizando cuando alguien las infringe y es multado, pero aprenderá pronto a responder Está cuando se pase lista, o a corear Buen mozo la lleva cuando se cierre la puja por la bandera, o a dar la enhorabuena a los nuevos cargos mientras besa las insignias, o dudará al despedirlas si ha de desear a la mayordoma que sirva la vara como Priosta o que al Prioste que la sirva como Seis Principal… Aunque al despedirse, recordando la oración por el próximo que… no podrá evitar un cierto nudo en la garganta al responder a los Señores Seises: 
Que lleguemos al año que viene.